# Source Filmmaker
Source Filmmaker (abreviado como SFM) es una aplicación de captura de vídeo y edición que funciona dentro del motor de juego Source. La herramienta, creada por Valve Corporation, fue usada para crear más de 50 cortos animados para sus juegos de Source, incluyendo Team Fortress 2, la serie Left 4 Dead, y Half-Life 2. El 27 de junio de 2012, Valve lanzó una versión de beta abierta gratis de SFM para la comunidad videojugabilistica a través de su servicio de Steam.

## Vista general
Al contrario de otras herramientas creadoras de películas, que solo crean una pequeña parte de una película, Source Filmmaker combina todas las áreas de trabajo de animación y efectos bajo un programa unificado. Con SFM, uno puede crear películas e imágenes usando recursos y eventos del mundo del videojuego, que provee creadores con "un entorno "lo que ves es lo que obtienes".
SFM da al usuario una "cámara de trabajo" que les permite ver que es lo que hacen sin arruinar las posiciones de las cámaras en la escena. También usa tres interfaces de usuario principales para hacer películas:
- El editor de clips es usado para grabar, editar y ordenar tomas, que pueden contener jugabilidad grabada y recursos puestos por el usuario. El editor de clips también permite al usuario poner y ordenar archivos de sonido y filtros de vídeo.[5][7][8][9][10]
- El editor de movimiento es usado para ajustes de movimiento a través del tiempo, como combinar dos animaciones perfectamente. Aplicaciones de movimiento (ejemplo agitación, suavizado) pueden ser aplicados a rutas de movimiento seleccionadas.[5][11][12][13]
- El editor gráfico es usado para editar movimiento a través de la creación de fotogramas clave; esto es extremadamente útil en la animación pose a pose.[5][14][15]

SFM permite a los usuarios grabar y editar movimiento de la jugabilidad o desde cero, además de grabar un personaje muchas veces en la misma escena, creando la ilusión de múltiples entidades. SFM puede soportar un amplio rango de efectos cinematográficos y técnicas como desenfoque de movimiento, efectos Tyndall, iluminación dinámica, y profundidad de campo. SFM también aplica desenfoque de movimiento por objeto. También permite animación manual de huesos y características faciales, permitiendo al usuario crear movimiento que no ocurren en el juego (ya que en los juegos, casi toda las secuencias de animación de personajes están guardadas en un conjunto de diferentes movimientos, y la cantidad de distintas secuencias de animación es limitada).

## Producción y actualizaciones

### Prelanzamiento
SFM fue desarrollado internamente en Valve a inicios de 2005, forjado de la herramienta de reproducción de demos dentro del motor Source y usado para crear tráileres de Day of Defeat: Source con efectos experimentales que no podían realizarse en tiempo real. El potencial completo de la herramienta fue tomada en cuenta con el lanzamiento de The Orange Box, particularmente con los cortos de Meet the Team para Team Fortress 2. Esta versión de SFM, que corría usando el marco de las herramientas de Source, fue filtrado por inadvertencia durante la beta pública de TF2 en septiembre de 2007. Para 2010, la interfaz completa fue reimplementada usado Qt 4, y le fue dada su propia rama de motor para desarrollo próximo.
Antes del lanzamiento oficial de SFM al público, Team Fortress 2 llevaba una versión simplificada de la herramienta llamado el Editor de Grabaciones, es limitado a capturar los eventos reales ocurriendo durante la vida de un jugador sin la habilidad de modificar acciones, repetir segmentos, ni aplicar efectos especiales más allá de los usados en el juego. Sin embargo, ángulos de cámara arbitrarios eran posibles, como registrar las acciones de otros jugadores en ese tiempo. Las grabaciones tienen la habilidad de subir vídeos completados a YouTube.

### Versiones beta
El 27 de junio de 2012, el mismo día que salió el último vídeo de Meet the Team, "Meet the Pyro", Source Filmmaker se volvió disponible por tiempo limitado a través de la red Steam. Ha estado en beta abierta para Windows desde el 11 de julio de 2012.
El 1 de abril de 2013, Valve anunció que la Workshop de Steam ahora incluye una sección para recursos de Source Filmmaker. La gente en la comunidad puede crear sus propios sonidos, modelos, y más. La mayoría de estos objetos consisten de modelos de videojuegos.